# Dagmar Pohlmann
Dagmar Pohlmann (7 de fevereiro de 1972) é uma ex-futebolista alemã que atuava como meia.

## Carreira
Dagmar Pohlmann representou a Seleção Alemã de Futebol Feminino, nas Olimpíadas de 1996. 